# Дадаршиш
Дадаршиш е персийски пълководец от арменски произход, който управлява около 522 г. пр.н.е. Бактрия като сатрап. Той е споменат в Бехистунския надпис като генерал, изпратен да потуши въстаниe, което е единственият исторически извор, описващ това събитие.
След възкачването на Дарий I (522–486 г. пр.н.е.) на трона в края на септември 522 г. пр.н.е. из цялото Персийско царство избухват бунтове. В Маргиана човек на име Фрада се обявява за цар, поради което Дадаршиш е изпратен от Дарий да го победи и да върне областта под персийски контрол. На 10 декември през същата година се състои решителната битка, в която Дадаршиш и персийците побеждават, с което въстанието е потушено. Твърди се, че 50000 бунтовници загиват в сражението, а други 8500 са пленени.